# Knud Rasmussen

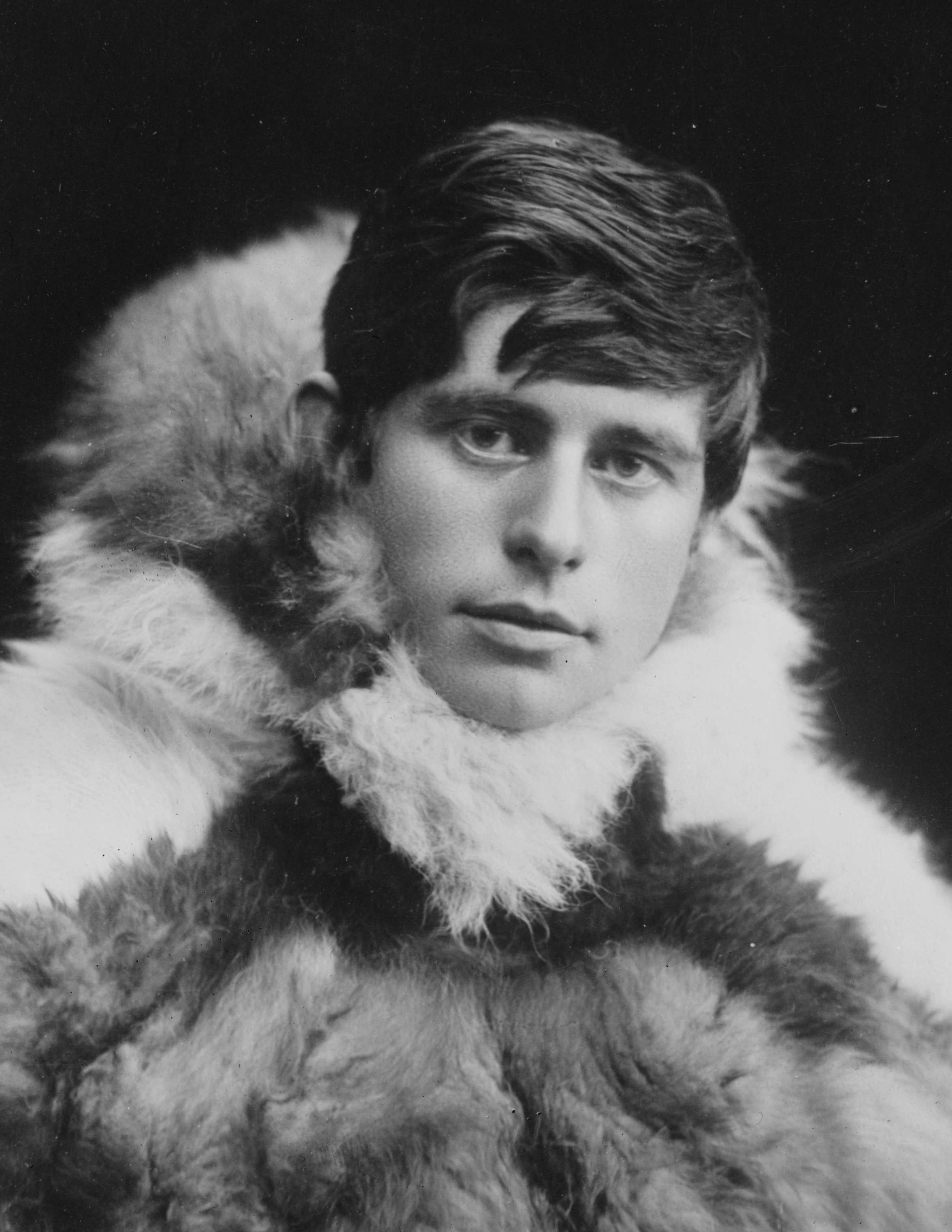
Knud Rasmussen (vermutlich Anfang des 20. Jahrhunderts)

Knud „Kunũnguaĸ“ Johan Victor Rasmussen (* 7. Juni 1879 in Ilulissat; † 21. Dezember 1933 in Gentofte) war ein grönländisch-dänischer Polarforscher, Ethnologe und Buchautor.

## Leben und Werk

### Frühe Jahre

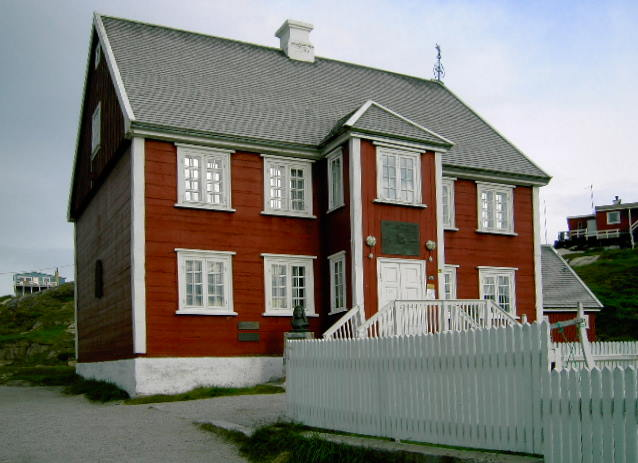
Geburtshaus von Knud Rasmussen, Ilulissat, Grönland

Knud Rasmussen war der Sohn des dänischen Missionars Christian Rasmussen (1846–1918) und dessen grönländischer Frau Sophie Lovise Susanne Fleischer (1842–1917). Seine Mutter war die Tochter des in Grönland geborenen niederländischstämmigen norwegischen Kolonialverwalters Knud Geelmuyden Fleischer (1815–1877) und seiner grönländischen Frau Regine Magdalene Paulussen (1816–1889) sowie die Enkelin des Kolonialverwalters Hans Mossin Fleischer (1789–1870).
Knud Rasmussen wuchs in Grönland auf und wurde stark von der damaligen grönländischen Kultur geprägt. Unter anderem war er ein ausgezeichneter Hundeschlittenführer. Er erhielt den Spitznamen Kunũnguaĸ („Kleiner Knud“). Schon als Kind wurde sein Abenteuergeist geweckt, als man ihm Sagen von einem weit im Norden lebenden Volk erzählte. Als er 9 Jahre alt war, durchquerte Fridtjof Nansen als Erster das Grönländische Inlandeis, was Knud Rasmussens Reiselust zusätzlich verstärkte.
Im Alter von 12 Jahren wurde er nach Dänemark geschickt, wo er ab 1891 die Latein- und Realschule im Kopenhagener Stadtteil Nørrebro besuchte, aber aufgewachsen in Grönland behagte ihm die Schule in Dänemark nicht. 1898 schloss er die Schule ab und legte zwei Jahre später auch sein Philosophicum an der Universität Kopenhagen ab, konnte sich aber für kein Fachstudium entscheiden. Er zeigte jedoch Interesse an Operngesang, Schauspielerei und Journalismus.

### Erste Expeditionen und Gründung der Thule-Station
Im Sommer 1900 reiste er in universitärem Rahmen nach Island. Die Reise wurde von Ludvig Mylius-Erichsen geleitet. Beide verband das Interesse an der Erforschung der Inuit-Kultur und sie beschlossen, um die Durchführung einer Expedition zu bitten.
1901 ging er als Korrespondent des Kristeligt Dagblad nach Stockholm, um von den Nordischen Spielen zu berichten, und reiste danach durch Lappland, um Zeit unter den rentierzüchtenden nomadischen Samen zu verbringen, wodurch sein Interesse an arktischer Kultur noch weiter verstärkt wurde.

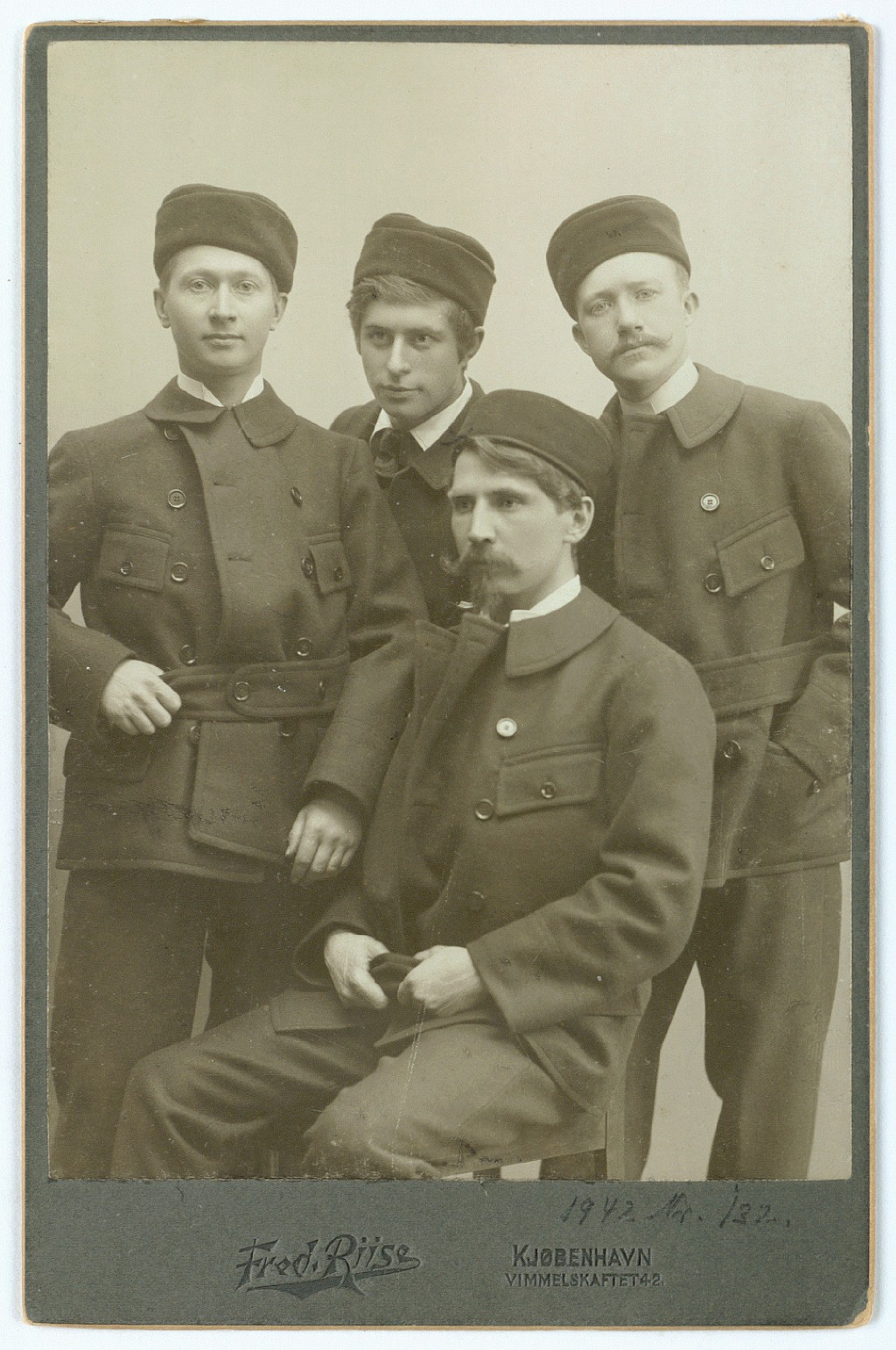
Harald Moltke, Knud Rasmussen, Ludvig Mylius-Erichsen und Alfred Bertelsen, vier der fünf Teilnehmer der Literarischen Expedition (zwischen 1902 und 1904)

1902 gelang es, eine Expedition zu organisieren, die Literarische Expedition. Ludvig Mylius-Erichsen war Expeditionsleiter. Die übrigen Teilnehmer waren Knud Rasmussen, der dänische Maler Harald Moltke, der Distriktsarzt Alfred Bertelsen und Knud Rasmussens grönländischer Kindheitsfreund Jørgen Brønlund. Vermutlich auf Bestreben Knud Rasmussens hin reiste die Gruppe in den bis dahin nahezu unbekannten Nordwesten Grönlands, um die Lieder und Legenden der Inughuit zu sammeln. Erst 1904 wurde die Expedition abgeschlossen.
Beeinflusst durch seine Lapplandreise wenige Jahre zuvor, erwog er die Einführung der Rentierzucht in Grönland und bereiste 1905 die grönländische Westküste auf der Suche nach geeigneten Orten für die Ansiedlung von samischen Rentieren. Obwohl es gelang, mehrere geeignete Gebiete ausfindig zu machen, verliefen sich die Pläne vorerst. Erst 1952 wurde durch Jens Rosing die grönländische Rentierzucht in Itinnera östlich von Nuuk begonnen.
Die Inughuit waren, obwohl sie niemals kolonisiert worden waren und im Niemandsland lebten, mittlerweile von Walfängern abhängig geworden, die sie mit Schusswaffen versorgten. Als 1905 keine Walfänger nach Nordgrönland fuhren, fürchtete Knud Rasmussen, dass den Inughuit die Munition ausgehen könnte und die Bevölkerung somit hungern müsste. Deswegen reiste er im Winter 1906 mit dem Hundeschlitten zu den Inughuit, um sie mit Versorgungen zu beliefern. Er kehrte aber nicht zurück, sondern blieb zwei Jahre lang bei ihnen wohnen, wo er ihre Kultur studierte und auch eine Reise nach Ellesmere Island unternahm.
1908 kehrte er nach Dänemark zurück. Dort in Kopenhagen heiratete er am 11. November 1908 Dagmar Theresia Andersen (1882–1965), Tochter des bedeutenden Bauunternehmers Niels Andersen (1835–1911) und seiner Frau Thora Amalie Husen (1845–1917). Aus der Ehe gingen drei Kinder hervor: Hanne Thora Regine Rasmussen (* 26. Dezember 1909 in Lynge), Inge Rasmussen (* 6. März 1911 in Kopenhagen) und Niels Christian Geelmuyden Rasmussen (* 6. März 1919 in Frederiksberg).
Knud Rasmussen erkannte den Bedarf für eine Kolonisierung Nordgrönlands, aber die dänischen Behörden zeigten kein Interesse an einem solchen Vorhaben. Mit Unterstützung der Dänischen Missionsgesellschaft und Den grønlandske Kirkesag gelang es ihm dennoch, die notwendigen Mittel aufzutreiben.
Nach der Neuordnung der grönländischen Verwaltung mit der Einführung von Grønlands Styrelse im Jahr 1908 wurde Knud Rasmussen im Sommer 1909 damit beauftragt, die gesamte westgrönländische Küste zu bereisen und die Bevölkerung über die Neuordnung aufzuklären. Anschließend reiste er weiter nach Nordgrönland, wo er die Thule-Station in Uummannaq (Dundas) gründete. Die Station bestand aus einer vom Westgrönländer Gustav Olsen geleiteten Missionsstation und einer vom Dänen Peter Freuchen geleiteten Handelsstation. Für Knud Rasmussen sollte die Station zudem als Ausgangspunkt seiner weiteren Forschung dienen.

### Thule-Expeditionen
Knud Rasmussen führte zwischen 1912 und 1933 sieben als Thule-Expeditionen bekannte Forschungsreisen durch.
Auf der 1. Thule-Expedition bereiste er gemeinsam mit Freuchen den äußersten Norden Grönlands für geografische, meteorologische und historische Untersuchungen. Dabei fand er unter anderem Überreste menschlicher Besiedelung in dem bisher völlig unbekannten Gebiet. 1913/14 fand Knud Rasmussen ein Bruchstück des Cape-York-Meteoriten. Die 2. Thule-Expedition von 1916 bis 1918 wurde von Lauge Koch geleitet und führte erneut in den äußersten Norden Grönlands, wo kartografische, geologische und botanische Untersuchungen durchgeführt wurden. Auf der Expedition kamen der Grönländer Hendrik Olsen und der schwedische Botaniker Thorild Wulff ums Leben. Die von 1919 bis 1920 durchgeführte 3. Thule-Expedition organisierte Knud Rasmussen, nahm aber selbst nicht teil. Dabei errichtete der dänische Kapitän Godfred Hansen Versorgungsdepots für Roald Amundsens Nordpolexpedition mit der Maud. Zeitgleich führte Rasmussen im Sommer 1919 die 4. Thule-Expedition durch, um Lieder und Mythen der Tunumiit in Ostgrönland zu sammeln.

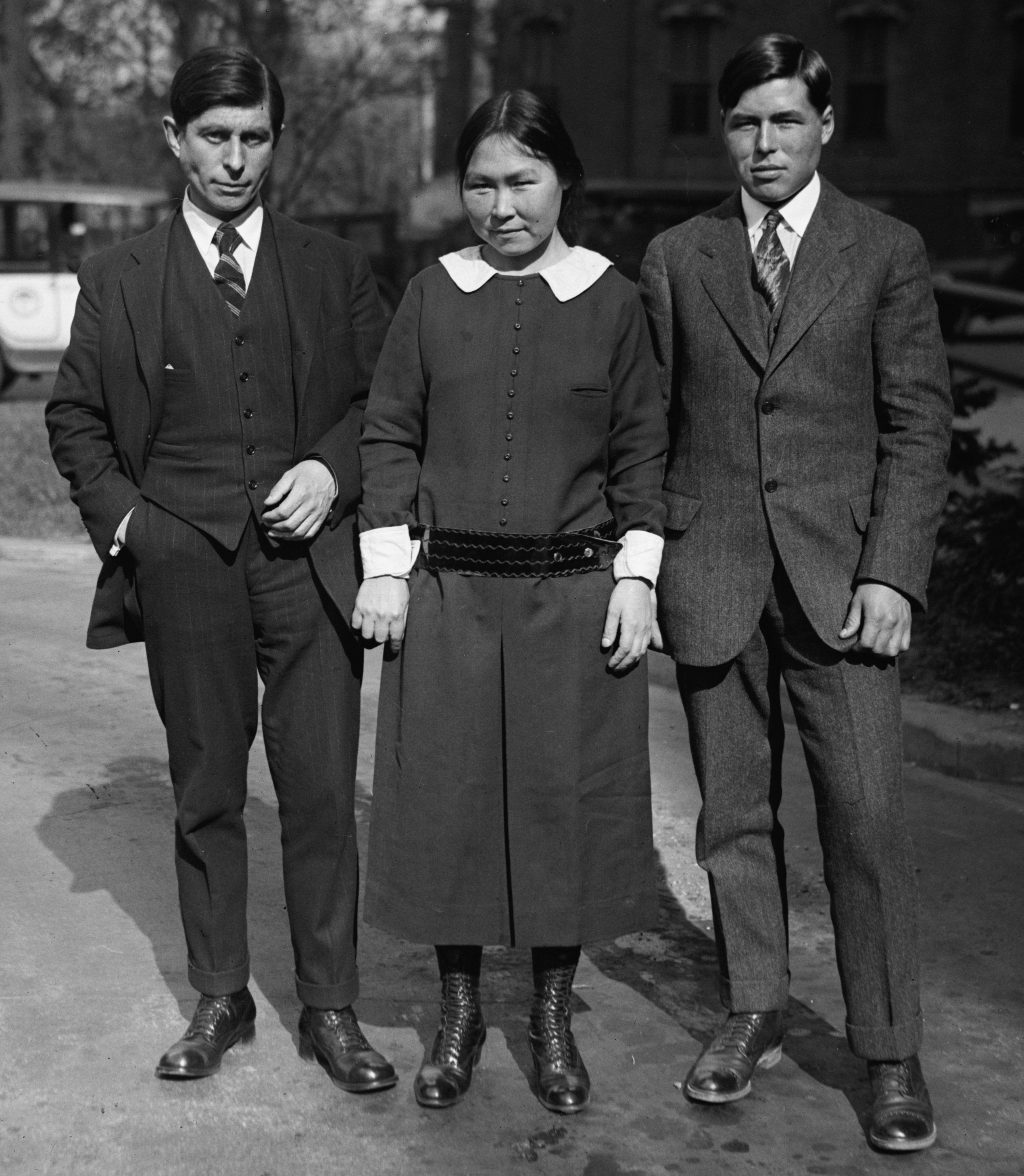
Rasmussen mit seinen zwei Begleitern Arnarulunnguaq und Qaavigarsuaq Miteq nach der Rückkehr von der 5. Thule-Expedition (1924)

Von besonderer Bedeutung war die 5. Thule-Expedition von 1921 bis 1924, die dem Ziel diente, die Herkunft der Eskimos aufzuklären. Expeditionsteilnehmer waren Knud Rasmussen als Leiter, Peter Freuchen, der Ethnograf Kaj Birket-Smith, der Archäologe Therkel Mathiassen und der Grönländer Jakob Olsen, ein Bruder von Gustav Olsen, der die Missionsstation in Thule leitete. Die Expedition schlug ihr Lager zunächst auf einer Insel im östlichen arktischen Kanada auf und besuchte die Inuit-Siedlungen im größeren Umkreis. Im Frühjahr 1923 begann Rasmussen in Begleitung zweier Inuit die längste Hundeschlittenreise in der Geschichte der Arktisforschung, die ihn entlang der Nordküste des nordamerikanischen Festlands innerhalb von 16 Monaten bis nach Nome in Alaska führte. Mit der Expedition hatte Knud Rasmussen sein Lebensziel erfüllt.

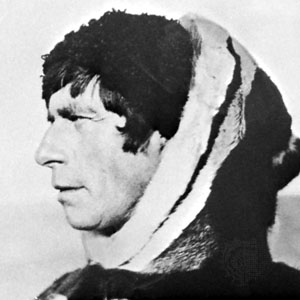
Knud Rasmussen (1930)

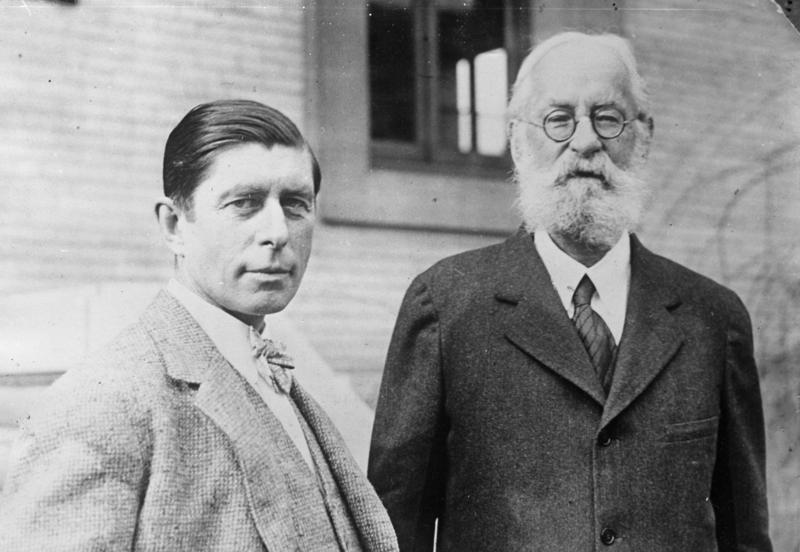
Knud Rasmussen und Adolphus Greely (1931)

Bei der 6. Thule-Expedition 1931 und der 7. Thule-Expedition erforschte er Ostgrönland sowohl kartografisch als auch archäologisch und kulturell. Auf seiner letzten Expedition schuf er gemeinsam mit Friedrich Dalsheim den Film Palos Brautfahrt, der als ethnografisches Dokument das Alltagsleben der Tunumiit zeigt, als dramatischer Spielfilm aber international große Erfolge feierte. Bei der letzten Thule-Expedition erlitt er eine Fleischvergiftung und erkrankte anschließend an der Grippe und einer Lungenentzündung, an deren Folgen er im Dezember 1933 im Alter von nur 54 Jahren in Gentofte verstarb. Seine Aufzeichnungen von seinen letzten beiden Expeditionen wurden nach seinem Tod von Hother Ostermann herausgegeben.

## Ehrungen

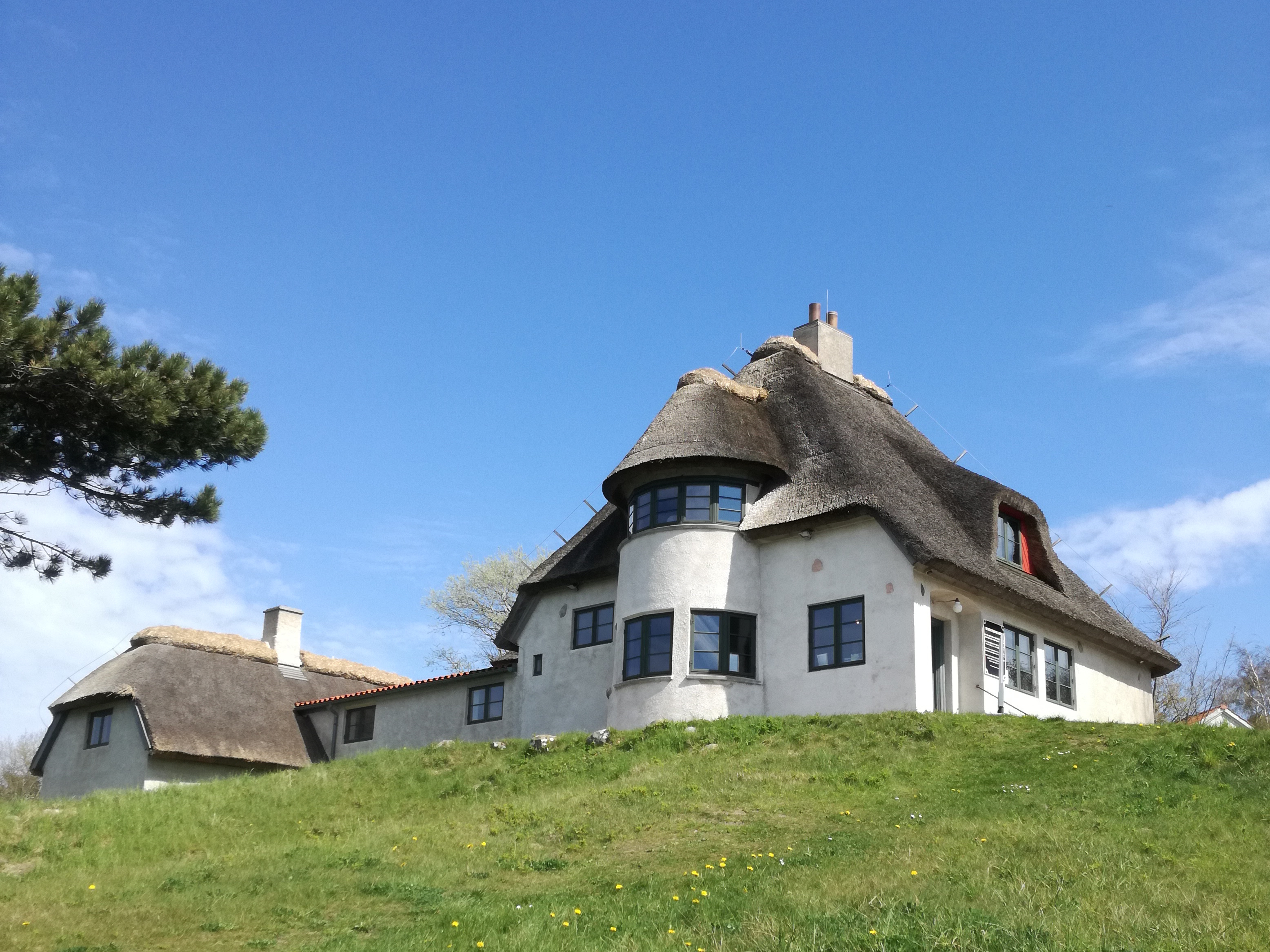
Knud Rasmussens Wohnhaus in Hundested auf Seeland

Knud Rasmussen wurde für seine wissenschaftliche Arbeit weltweit geehrt. 1909 wurde er zum Ritter des Dannebrogordens ernannt. 1921 erhielt er die dänische Fortjenstmedaljen in Silber und 1924 in Gold. Zudem war er Kommandeur des norwegischen Sankt-Olav-Ordens, Kommandeur des finnischen Ordens der Weißen Rose, und Kommandeur des schwedischen Nordstern-Ordens.
Er war Mitglied zahlreicher wissenschaftlicher Gesellschaften, nämlich der Norwegischen Geographischen Gesellschaften, der Schwedischen Gesellschaft für Anthropologie und Geographie, der Italienischen Geographischen Gesellschaft der American Geographical Society, des Explorers Club und der Vetenskapssocieteten i Lund.
Die Universität Kopenhagen (1925) und die schottische University of St Andrews (1927) verliehen Rasmussen die Ehrendoktorwürde.
Das Dänische Nationalmuseum, das ihm 16.000 Sammlungsstücke verdankt, besitzt einen Knud-Rasmussen-Saal. Die Knud Rasmussenip Højskolia in Sisimiut trägt ebenfalls seinen Namen. Weltweit sind Straßen nach Knud Rasmussen benannt, im deutschsprachigen Raum z. B. in Greifswald, Güstrow, Ingolstadt, Lübeck, Rostock, Wien und Wilhelmshaven. Nach Knud Rasmussen ist eine Reihe geographischer Objekte benannt. Dazu zählen Knud Rasmussen Land, das Kap Knud Rasmussen, der Knud Rasmussen Fjeld, die Knud Rasmussen Bjerge (Usulluk), der Knud Rasmussen Gletsjer (Apuseeq), der Knud Rasmussen Gletsjer (Equutissaatsut Sermiat) und der Knud Rasmussen Nunatak in Grönland sowie das Rasmussen Basin in der kanadischen Arktis. In der Antarktis trägt die Rasmussen-Halbinsel seinen Namen.

## Werke
- 1905: Nye mennesker (Deutsche Ausgabe – Internet Archive)
- 1906: Under Nordenvindens Svøbe
- 1907: Lapland
- 1915: Foran Dagens Øje
- 1915: Min Rejsedagbog
- 1915: En Grønlænders Drøm (Übersetzung von Mathias Storchs Roman Singnagtugaĸ)
- 1919: Grønland langs Polhavet (Deutsche Ausgabe – Internet Archive)
- 1921–1925: Myter og Sagn fra Grønland (3 Bände)
- 1925–1926: Fra Grønland til Stillehavet: rejser ogmennesker fra 5. Thule-Ekspedition 1921–1924 (2 Bände) (dt. Rasmussens Thulefahrt. 2 Jahre im Schlitten durch unerforschtes Eskimoland, 1926, Übersetzung von Friedrich Sieburg)
- 1929: Festens Gave (2 Bände)
- 1930: Snehyttens Sange
- 1932: Den store Slæderejse
- 1932: Polarforskningens Saga